# Albumy numer jeden w roku 2010 (Polska)
Artykuł prezentuje albumy muzyczne numer jeden na notowaniu OLiS w roku 2010.
| Data            | Album                                                                    | Wykonawca         | Źródło |
| --------------- | ------------------------------------------------------------------------ | ----------------- | ------ |
| 11 stycznia     | My Christmas                                                             | Andrea Bocelli    | [ 2 ]  |
| 18 stycznia     | The Fame Monster                                                         | Lady Gaga         | [ 3 ]  |
| 25 stycznia     | Magia Del Tango                                                          | Marcin Wyrostek   | [ 4 ]  |
| 1 lutego        | Magia Del Tango                                                          | Marcin Wyrostek   | [ 5 ]  |
| 8 lutego        | Magia Del Tango                                                          | Marcin Wyrostek   | [ 6 ]  |
| 15 lutego       | Soldier of Love                                                          | Sade              | [ 7 ]  |
| 22 lutego       | Soldier of Love                                                          | Sade              | [ 8 ]  |
| 1 marca         | Soldier of Love                                                          | Sade              | [ 9 ]  |
| 8 marca         | Dodekafonia                                                              | Strachy na Lachy  | [ 10 ] |
| 15 marca        | Tylko dla dorosłych                                                      | O.S.T.R.          | [ 11 ] |
| 22 marca        | Soldier of Love                                                          | Sade              | [ 12 ] |
| 29 marca        | Soldier of Love                                                          | Sade              | [ 13 ] |
| 5 kwietnia      | Soldier of Love                                                          | Sade              | [ 14 ] |
| 12 kwietnia     | Ania Movie                                                               | Ania Dąbrowska    | [ 15 ] |
| 19 kwietnia     | Ania Movie                                                               | Ania Dąbrowska    | [ 16 ] |
| 26 kwietnia     | Ania Movie                                                               | Ania Dąbrowska    | [ 17 ] |
| 4 maja          | Ania Movie                                                               | Ania Dąbrowska    | [ 18 ] |
| 17 maja         | Ania Movie                                                               | Ania Dąbrowska    | [ 19 ] |
| 24 maja         | Ania Movie                                                               | Ania Dąbrowska    | [ 20 ] |
| 31 maja         | Ania Movie                                                               | Ania Dąbrowska    | [ 21 ] |
| 7 czerwca       | The House                                                                | Katie Melua       | [ 22 ] |
| 14 czerwca      | The House                                                                | Katie Melua       | [ 23 ] |
| 21 czerwca      | Totem leśnych ludzi                                                      | DonGURALesko      | [ 24 ] |
| 28 czerwca      | The House                                                                | Katie Melua       | [ 25 ] |
| 5 lipca         | The House                                                                | Katie Melua       | [ 26 ] |
| 12 lipca        | Zapiski z 1001 nocy                                                      | Eldo              | [ 27 ] |
| 19 lipca        | Zapiski z 1001 nocy                                                      | Eldo              | [ 28 ] |
| 26 lipca        | Symphonicities                                                           | Sting             | [ 29 ] |
| 2 sierpnia      | Symphonicities                                                           | Sting             | [ 30 ] |
| 9 sierpnia      | Symphonicities                                                           | Sting             | [ 31 ] |
| 16 sierpnia     | Symphonicities                                                           | Sting             | [ 32 ] |
| 23 sierpnia     | Symphonicities                                                           | Sting             | [ 33 ] |
| 30 sierpnia     | Vivere – The best of Andrea Bocelli                                      | Andrea Bocelli    | [ 34 ] |
| 6 września      | Italia                                                                   | Chris Botti       | [ 35 ] |
| 13 września     | Italia                                                                   | Chris Botti       | [ 36 ] |
| 20 września     | Debiut                                                                   | Czesław Śpiewa    | [ 37 ] |
| 27 września     | Debiut                                                                   | Czesław Śpiewa    | [ 38 ] |
| 4 października  | Symphonicities                                                           | Sting             | [ 39 ] |
| 11 października | Guitar Heaven: Santana Performs the Greatest Guitar Classics of All Time | Carlos Santana    | [ 40 ] |
| 18 października | Guitar Heaven: Santana Performs the Greatest Guitar Classics of All Time | Carlos Santana    | [ 41 ] |
| 25 października | Guitar Heaven: Santana Performs the Greatest Guitar Classics of All Time | Carlos Santana    | [ 42 ] |
| 2 listopada     | Come Around Sundown                                                      | Kings of Leon     | [ 43 ] |
| 8 listopada     | Come Around Sundown                                                      | Kings of Leon     | [ 44 ] |
| 15 listopada    | Siesta 6 – Muzyka Świata – prezentuje Marcin Kydryński                   | różni wykonawcy   | [ 45 ] |
| 22 listopada    | XXX                                                                      | Perfect           | [ 46 ] |
| 29 listopada    | Muza                                                                     | Dżem              | [ 47 ] |
| 6 grudnia       | MTV Unplugged                                                            | Kult              | [ 48 ] |
| 13 grudnia      | MTV Unplugged                                                            | Kult              | [ 49 ] |
| 20 grudnia      | Szanuj                                                                   | Star Guard Muffin | [ 50 ] |
| 27 grudnia      | MTV Unplugged                                                            | Kult              | [ 51 ] |